# 勒帕尔克 (加来海峡省)
勒帕尔克（法語：Le Parcq，法語發音：[lə paʁk]）是法国上法蘭西大區加来海峡省的一个市镇，属于蒙特勒伊区。

## 地理
勒帕尔克（50°22'45"N, 2°6'1"E）面积9.27 平方千米，位于法国上法蘭西大區加来海峡省，该省份为法国北部沿海省份，西北濒北海，南至索姆省，东临北部省。
与勒帕尔克接壤的市镇（或旧市镇、城区）包括：瓦曼、欧希莱塞丹、格里尼、圣乔治、旧埃丹。

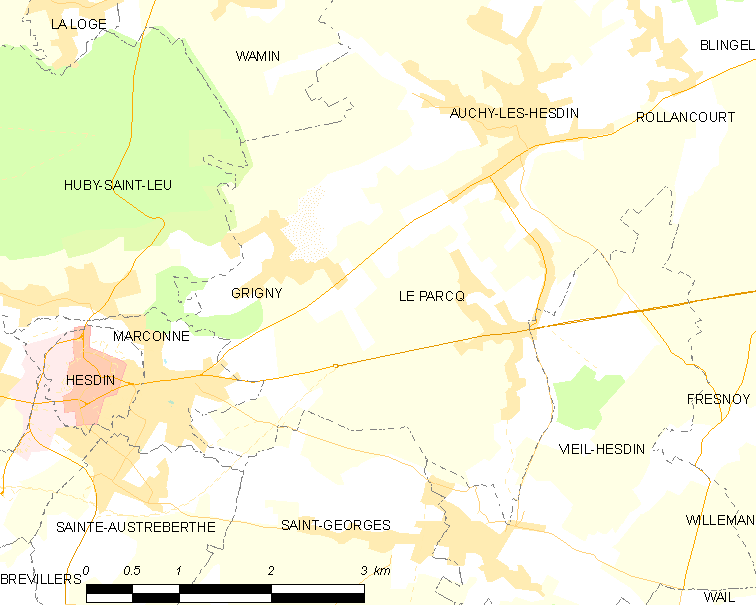
的OSM定位图

勒帕尔克的时区为UTC+01:00、UTC+02:00（夏令时）。

## 行政
勒帕尔克的邮政编码为62770，INSEE市镇编码为62647。

## 政治
勒帕尔克所属的省级选区为欧克西堡县。

## 人口

1962-2008年间人口变化图示

勒帕尔克于2022年1月1日时的人口数量为717人。